# 1065
سنة 1065 كانت سنة بسيطة تبدأ يوم السبت (الرابط يظهر نموذج التقويم الكامل للسنة) من التقويم اليولياني.

## أحداث
- تأسيس مدينة غروجونتس وتقع حاليا في بولندا.

## مواليد
- إياز السلجوقي أمير وقائد عسكري من رجال السلطان بركياروق بن ملك شاه السلجوقي
- بيرتراند كونت تولوز

## وفيات
- أبو نصر بن أبي نور اليفرني.
- ابن أبي حصينة.
- فرناندو الأول ملك ليون وقشتالة.
- ابن سيده.